# Unrivaled (basquetebol)
Unrivaled é uma liga profissional de basquete 3x3 feminino nos Estados Unidos.

## História
A liga foi fundada em 2023 por Napheesa Collier e Breanna Stewart, em parte para permitir que as jogadoras da WNBA jogassem nos Estados Unidos e contornassem as complicações da regra de priorização da WNBA para jogadoras que optam por jogar no exterior durante a offseason da WNBA. A temporada inaugural da Unrivaled começou em 17 de janeiro de 2025, em Medley, Flórida, perto de Miami, com planos para a temporada de 2026 ter jogos sediados em mais lugares dos Estados Unidos.
A liga anunciou Stewart como a primeira jogadora contratada em 9 de julho de 2024.
O primeiro torneio eliminatório de 1 contra 1 da liga, que aconteceu de 10 a 14 de fevereiro de 2025, foi vencido por Collier.
O primeiro campeonato da liga foi vencido pelo Rose BC em 17 de março de 2025.

## Regras e regulamentos
Os jogos são disputados em uma quadra completa com duas extremidades e consistem em três períodos de sete minutos, seguidos por um quarto período de "pontuação vencedora" disputado sob as condições do Elam Ending, em que as equipes encerram a partida jogando até atingir a pontuação determinada. Na implementação da Unrivaled, 11 pontos são adicionados à pontuação da equipe que lidera (ou das equipes empatadas) no final do terceiro período. O jogo então continua sem relógio de jogo, mas com um shot clock ativo, e a primeira equipe a alcançar ou exceder a "pontuação vencedora" vence.
A quadra é compacta completa, com 22 metros de comprimento por 15 metros de largura. A largura é ligeiramente menor do que as quadras da WNBA, 15 metros contra 15,2 metros, enquanto o comprimento é visivelmente menor, 22 metros em vez de 29 metros das competições universitárias e profissionais ou os 26 metros padrão do ensino médio. Em outras palavras, é idêntica a duas quadras da FIBA 3x3 unidas em uma única quadra completa.
O shot clock da Unrivaled é reduzido para 18 segundos para uma posse completa e para 12 segundos para reinícios.
Outra mudança feita na Unrivaled é em relação aos lances livres resultantes de faltas pessoais. As jogadoras recebem um lance livre após sofrerem uma falta, ganhando 2 pontos se a falta for em um arremesso de dois pontos ou 3 pontos para um arremesso de três pontos. Os lances livres ganhos em uma falta cometida em uma cesta convertida valem 1 ponto, assim como na WNBA. As jogadoras serão expulsas após 6 faltas pessoais. No entanto, se uma equipe tiver apenas 3 jogadoras disponíveis, nenhuma será expulsa. Em vez disso, a jogadora que permanecer em quadra com 6 faltas pessoais receberá uma falta técnica e dará à equipe adversária a oportunidade de um lance livre de 1 ponto.

## Formato da liga
A temporada terá nove semanas de jogos no total, incluindo os playoffs. As seis equipes jogarão em um sistema de todos contra todos. As quatro equipes melhor classificadas no final da temporada regular participarão dos playoffs.
A Unrivaled contará com um torneio eliminatório 1 contra 1, disputado em fevereiro, para determinar a melhor jogadora 1 contra 1 do mundo.

## Equipes
Em 24 de outubro, foram anunciados os nomes das seis equipes iniciais. As equipes não têm ligações geográficas, embora o branding tenha sido criado levando em consideração uma possível venda e realocação futura das equipes. Os elencos de cada equipe são decididos por um comitê de seleção que classifica as jogadoras com base em sua posição e habilidade. Cada equipe terá um treinador principal, um técnico assistente e um gerente de equipe.

### Equipes e treinadores principais
| Equipe        | Fundação | Treinador(a)        |
| ------------- | -------- | ------------------- |
| Laces BC      | 2025     | Andrew Wade         |
| Lunar Owls BC | 2025     | DJ Sackmann         |
| Mist BC       | 2025     | Phil Handy          |
| Phantom BC    | 2025     | Adam Harrington     |
| Rose BC       | 2025     | Nola Henry          |
| Vinyl BC      | 2025     | Teresa Weatherspoon |

## Negócios

### Finanças e patrocínios
Em maio de 2024, foi anunciado que John Skipper, ex-presidente da ESPN, e David Levy, ex-presidente da Turner, haviam investido na Unrivaled e estariam no comando dos direitos de mídia e vendas de patrocínios da liga. Outros investidores iniciais incluem Koby Altman, Carmelo Anthony, Geno Auriemma, Moira Forbes, Desiree Gruber, Tre Jones, Tyus Jones, Ashton Kutcher, Alex Morgan, Steve Nash, Megan Rapinoe, Richard and Ann Sarnoff, Dan Rosensweig, Gary Vaynerchuk, and Michelle Wie West. Ainda em maio de 2024, a Unrivaled anunciou que havia encerrado seu financiamento inicial. Em dezembro de 2024, a liga anunciou que sua rodada de Séria A havia sido encerrada com um novo capital total de 35 milhões de dólares e incluía novos investidores, como Dawn Staley, JuJu Watkins, Michael e Nicole Phelps, Rip Hamilton e Giannis Antetokounmpo. Em janeiro de 2025, Coco Gauff também anunciou seu investimento. No final da temporada regular inaugural, a liga anunciou que o astro da NBA, Stephen Curry, também havia se juntado como investidor.
Em julho de 2024, a Ally Financial foi anunciada como a primeira fundadora parceira de marca da Unrivaled. Em dezembro de 2024, a Under Armour foi anunciada como a "parceira oficial de uniformes e fornecedoras de equipamento de desempenho". A Under Armour fornecerá roupas e acessórios de desempenho e também dará acesso à sua linha de calçados e a oportunidade de criar merchandise personalizado para as jogadoras que não tenham contratos com outras marcas.

### Salário das jogadoras, renda e comodidades
A Unrivaled oferecerá às jogadoras da liga oportunidades de contrato para receber o maior salário médio do esporte profissional feminino dos Estados Unidos e um salário de no mínimo seis dígitos. Em dezembro de 2024, o presidente da Unrivaled, Alex Bazzell, anunciou que o salário total da liga para a temporada de 2025 era de 8 milhões de dólares. O vencedor do torneio 1 contra 1 de 2025 ganhará no mínimo 250.000 dólares.
Além disso, para criar uma liga centrada nas atletas e pertencente às jogadoras, a Unrivaled oferecerá às jogadoras inaugurais participação acionária na liga durante pelo menos o primeiro ano, com um "fundo de participação acionária que será adquirido ao longo de um período de quatro anos".
Durante a temporada de 2025, as jogadoras moraram em um prédio de apartamentos em Miami (a cerca de 5 minutos das instalações principais), com acesso a academia e instações de treinos pagas pela liga.

### Nome, imagem e semelhança
Em agosto de 2024, foi anunciado que Paige Bueckers havia assinado um contrato de nome, imagem e semelhança (NIL) com a Unrivaled, com planos de Bueckers fazer sua estreia na liga na temporada de 2026. Em 13 de abril de 2025, um dia antes de Bueckers ser selecionada como a primeira escolha geral no draft da WNBA, ela assinou um contrato de três anos para jogar na Unrivaled, com o primeiro ano de seu contrato supostamente pagando mais do que todo o seu contrato de quatro anos como rookie na WNBA. Em dezembro de 2024, a Unrivaled anunciou que Flau'jae Johnson também assinou um contrato semelhante ao de Bueckers com a liga.
Em 21 de julho de 2025, a Unrivaled anunciou a contratação de 14 das melhores jogadoras de basquete universitário para contratos NIL como parte do "The Future is Unrivaled Class of 2025". O grupo inclui Lauren Betts, Sienna Betts, Madison Booker, Audi Crooks, Azzi Fudd, MiLaysia Fulwiley, Hannah Hidalgo, Flau’jae Johnson, Ta'Niya Latson, Olivia Miles, Kiki Rice, Sarah Strong, Syla Swords e JuJu Watkins.

### Liderança
Alex Bazzell, renomado treinador de basquete e marido de Collier, é o primeiro presidente da Unrivaled. Em junho de 2024, Micky Lawler, ex-presidente da Associação de Tênis Feminino, foi nomeada comissária da liga. Em 11 de novembro de 2024, Clare Duwelius (ex-gerente geral do Minnesota Lynx) foi anunciada como vice-presidente executiva e gerente geral da liga, e Luke Cooper como presidente de operações de basquete.

## Transmissão
A temporada de 2025 foi transmitida na TNT e TruTV, e, via streaming, pela Max nos Estados Unidos, e pela TSN+ no Canadá. Internacionalmente, a temporada foi transmitida no canal do Youtube da liga.